# Badumna insignis
Badumna insignis är en spindelart som först beskrevs av Ludwig Carl Christian Koch 1872.  Badumna insignis ingår i släktet Badumna och familjen Desidae. Inga underarter finns listade.

## Bildgalleri

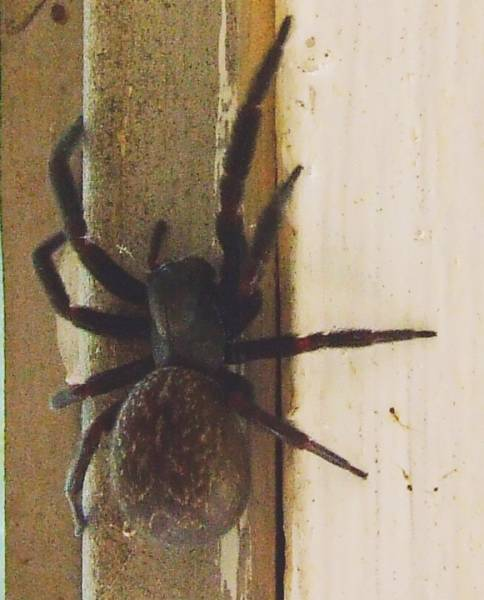
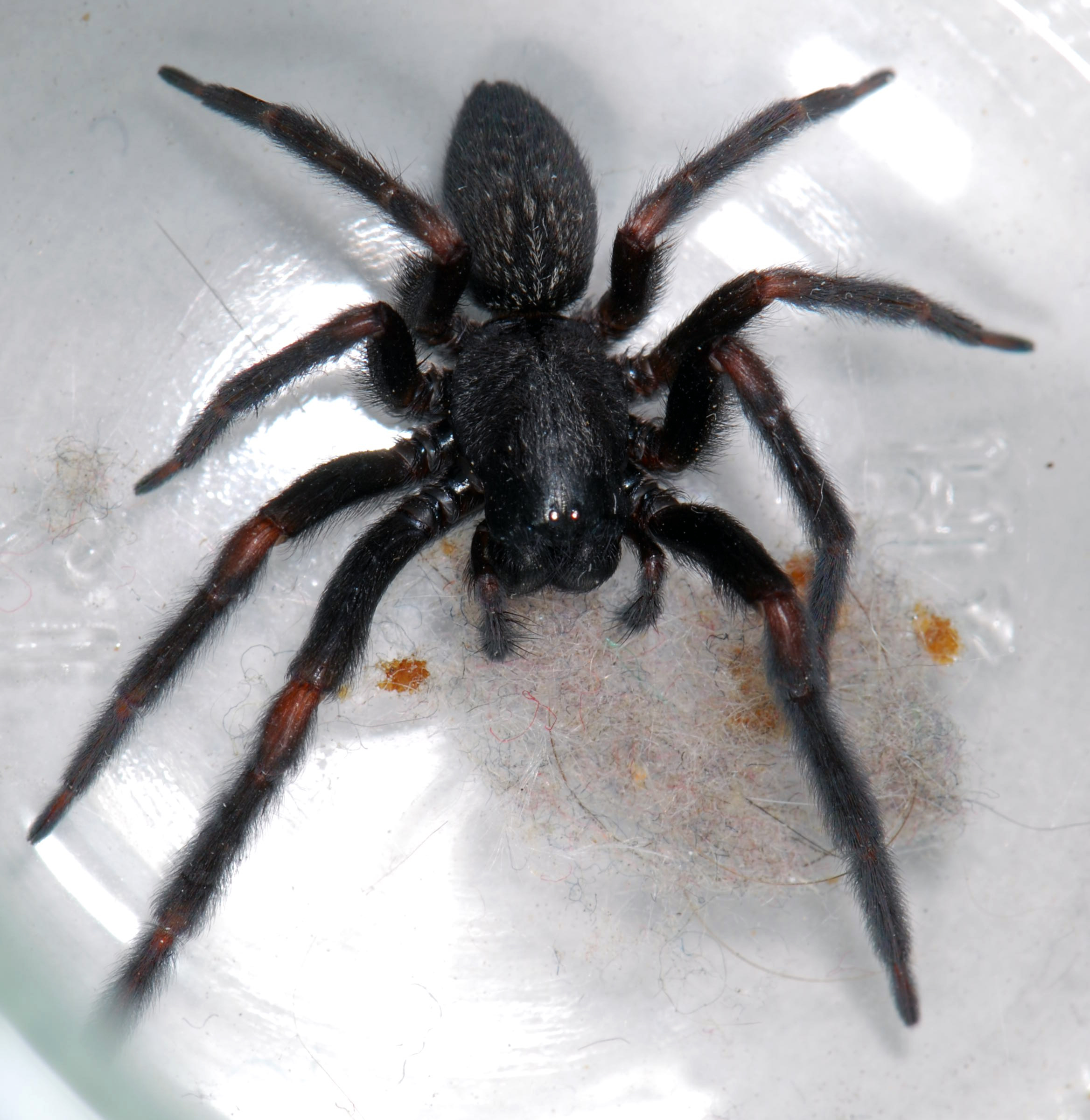
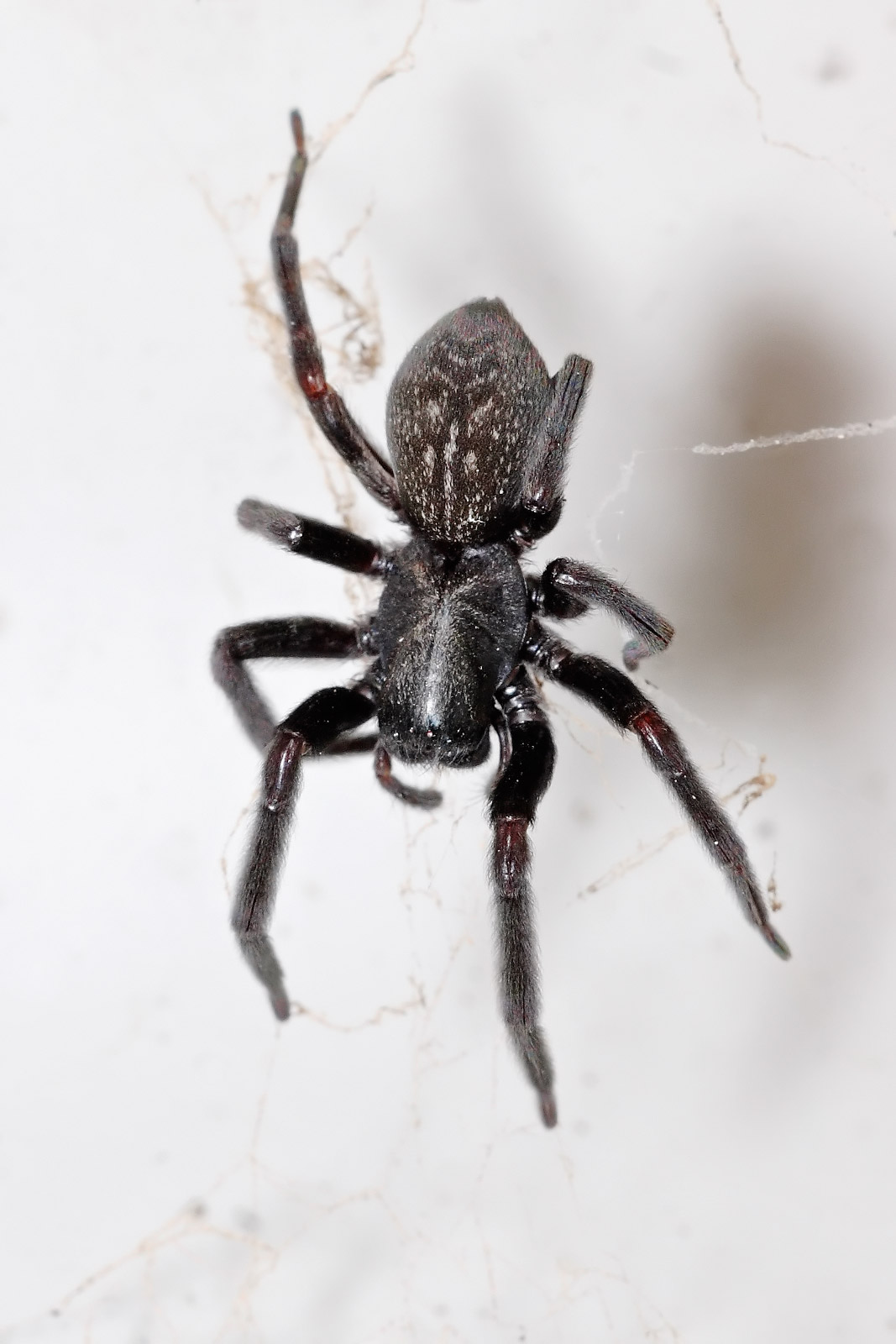
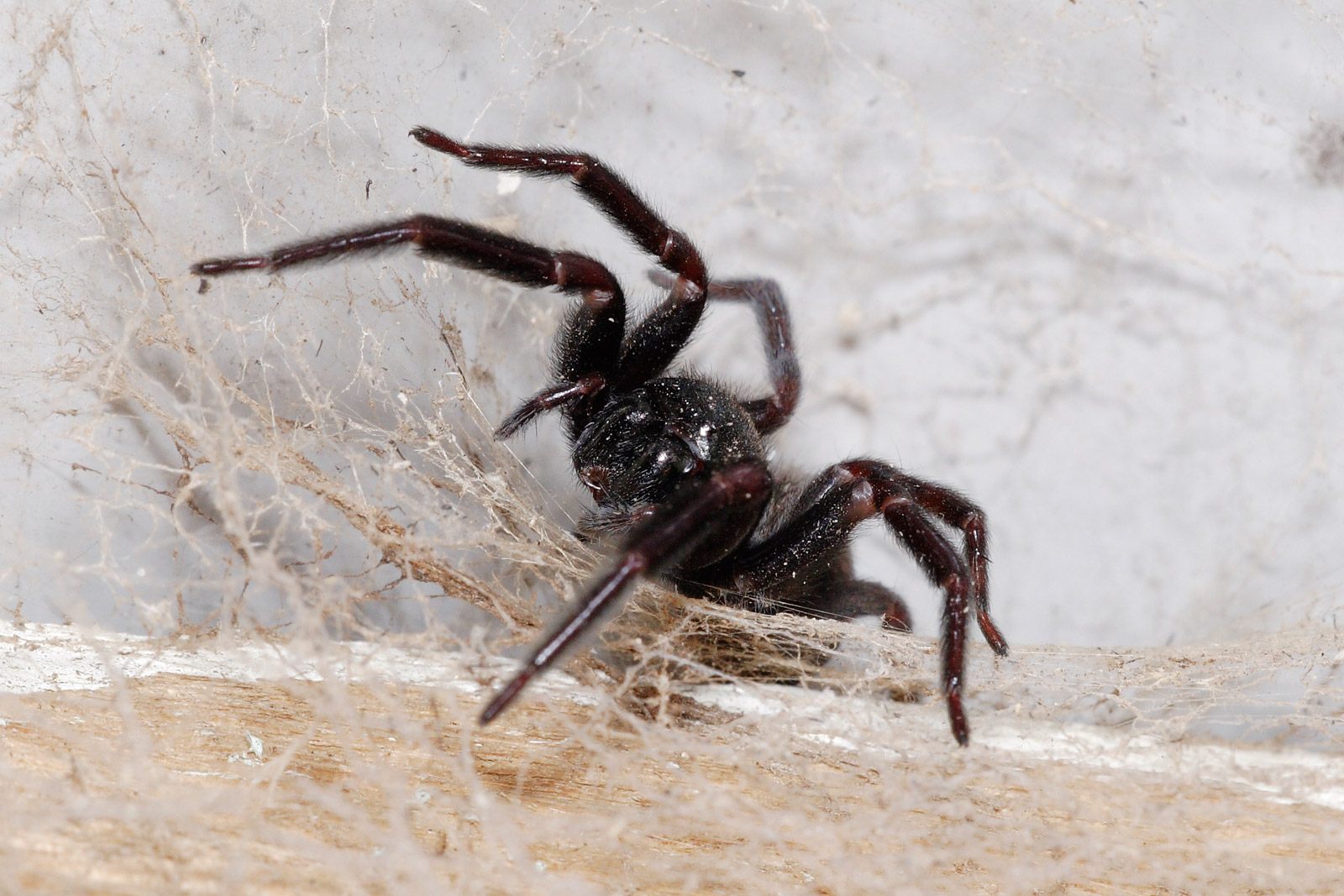
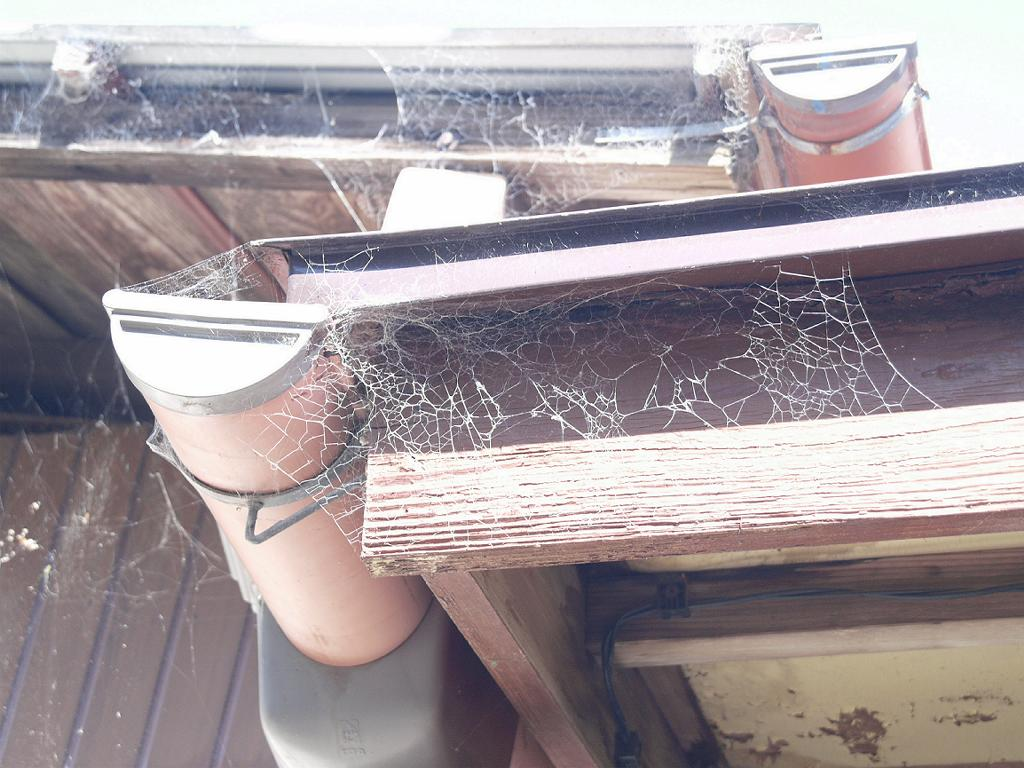